# انجیرلیوا
انجیرلیوا (به ترکی استانبولی: İncirliova) شهری است در کشور ترکیه که در استان آیدین واقع شده‌است. جمعیت این شهر بر اساس سرشماری سال ۲۰۰۸ میلادی ۱۸٬۹۲۱ نفر و بر اساس برآوردهای سال ۲۰۰۹ میلادی ۱۹٬۵۰۷ نفر می‌باشد.